# استثناء و قاعده
استثناء و قاعده (به آلمانی: Die Ausnahme und die Regel) نمایش‌نامه‌ای کوتاه و از نمایشنامه های آموزشی نمایش‌نامه نویس آلمانی برتولت برشت است که در سال ۱۹۳۰ میلادی نگاشته شد. این نمایش در کمتر از چهل دقیقه اجرا می‌شود. این نمایش‌نامه راجع به تاجر نفتی است که برای بستن قرارداد نفتی باید از بیابانی به نام یاهی گذر کند.
درون‌مایه اصلی این نمایش‌نامه همانند بسیاری دیگر از آثار برشت دربارهٔ فاصله طبقاتی، واگذاری قدرت به جامعه اقلیت و حکمرانی آنان بر جامعه پایین دستی که حداکثر جامعه را تشکیل می‌دهند و اجرای تبعیض‌آمیز مدنیت در جامه مدرن است. یکی از مهم‌ترین و کلیدی‌ترین تک‌گویی‌های این نمایش‌نامه در آغاز آن پیش از شروع خود نمایش‌نامه قرار دارد که هدف از آن یادآوری مسئلهٔ طبیعی شدن اتفاقات در دوره نوین برای انسان مدرن است، دوره‌ای که آدمیان در آن به راحتی نسبت به مسائل مهم پیرامون خود بی‌تفاوت می‌شوند.
به التماس از شما می‌خواهم که در برابر رخدادهای هر روزه
نگویید: «طبیعی است»
در عصری که آشفتگی فرمانروا و خون جاری است.
در عصری که امر به آشوب است.
در عصری که خودکامگی قدرتِ قانون به خود می‌گیرد.
در عصری که انسانیت ترک مردی می‌گوید.
هرگز نگویید: «طبیعی است»
تا هیچ چیز، تغییرناپذیر شمرده نشود.

## ترجمه
این نمایش‌نامه برای نخستین بار در سال۱۳۴۷ توسط م.ا. به‌آذین در  انتشارات آگاه ترجمه و توسط سازمان انتشارات اشرفی در بازار کتاب آن زمان ایران پخش گردید.